# Reprodução social
A reprodução social descreve a reprodução de estruturas e sistemas sociais, principalmente com base em pré-condições particulares em demografia, educação e herança de propriedade material ou títulos legais (como anteriormente com a aristocracia). A reprodução é entendida como a manutenção e continuação das relações sociais existentes. Originalmente proposto por Karl Marx em Das Kapital, esse conceito é uma variedade da noção de reprodução econômica de Marx.
Segundo o sociólogo Pierre Bourdieu, existem quatro tipos de capital que contribuem para a reprodução social na sociedade: capital econômico, capital cultural, capital social e capital simbólico.
A reprodução social, neste sentido, é distinta do termo usado no feminismo marxista para discutir o trabalho reprodutivo . Nesse pedido, é usado para explicar o papel das mulheres em estruturas sociais e de classe mais amplas, e sua contribuição (muitas vezes não reconhecida) para a economia capitalista por meio de seu papel (tradicional) dentro da casa, tanto como geradoras de filhos e cuidadoras da família, e por extensão, o papel das mulheres como provedoras de trabalho gratuito que é necessário para produzir e manter os trabalhadores atuais e futuros.

## Quatro tipos de capital
Todas as quatro formas de capital de Pierre Bourdieu  desempenham um papel na reprodução social, uma vez que o capital  é passado de geração em geração e mantém as pessoas na mesma classe social que seus pais antes delas. Isso continua reproduzindo a desigualdade por meio do sistema de estratificação social .  Os quatro tipos de capital são:
1. Capital econômico : a renda e a riqueza de uma pessoa, que podem muito bem vir junto com a herança de capital cultural de uma pessoa.[5]
2. Capital cultural : a perspectiva, as crenças, o conhecimento e as habilidades compartilhadas que são transmitidas entre as gerações, que podem, por sua vez, influenciar o capital humano.[5]
3. Capital humano : a educação e a capacitação profissional que uma pessoa recebe e que contribui para a probabilidade de ela adquirir capital social.[5]
4. Capital social : a rede social a que se pertence e que pode influenciar muito a capacidade de encontrar oportunidades, especialmente emprego.[5]

## Na educação
A reprodução social, quando cooptada com a reprodução cultural, permite que a sociologia da educação assuma o seu papel. A educação é uma tentativa de nivelar as diferenças sociais relacionadas à desigualdade, permitindo que as classes mais pobres tenham a chance de progredir . No entanto, ele falha de muitas maneiras críticas; por exemplo, a educação é cara: melhores escolas significam melhores equipamentos, melhores livros e melhores professores, todos os quais permanecem além da faixa salarial da linha de pobreza . Assim, o ensino superior passa a ser exclusivo das classes mais altas, deixando as pessoas das classes mais baixas com muito menos trabalho e menos oportunidades.
O sistema educacional em muitos países de alta renda polariza os indivíduos desde a mais tenra idade. Cria elites que pouco se importam com as classes abaixo delas e acreditam que devem ganhar extraordinariamente mais do que todos os outros, o tempo todo definindo as pessoas por seus empregos, concluindo que aqueles com empregos mal remunerados por esse motivo vivem em relativa pobreza . O sistema se esforça para manter o status quo para que as crianças possam ser bastante denegridas. À medida que os ricos absorvem uma quantidade cada vez maior da riqueza do país, há cada vez menos para a população em geral, resultando em uma educação mais pobre.

### Educação nos Estados Unidos
As estatísticas mostram que a maioria daqueles que desistem dos estudos está abaixo da linha da pobreza. Por falta de capital, não concluem os estudos, por considerarem menos conveniente concluir a escolaridade do que encontrar trabalho e sustentar-se ou a família. Normalmente, esses desistentes consistem em grupos minoritários, como hispânicos e afro-americanos, no caso dos Estados Unidos. Muitos abandonam os estudos por falta de recursos para continuar os estudos, alguns são pais solteiros ou tiveram um dos pais falecido, o que torna difícil estudar e trabalhar ao mesmo tempo. Esses problemas raramente são vistos nas classes mais altas, tornando menos provável que desistam e rejeitem oportunidades.

## Na saúde e na doença
A sociologia da saúde e doença estuda como a vida social afeta a taxa de morbidade e mortalidade e vice-versa. A reprodução social está envolvida neste campo quando se trata de como as desigualdades afetam a saúde das pessoas em determinadas classes.
Quanto maior a desigualdade econômica, maior será o prejuízo para a saúde da população, desde a expectativa de vida até a mortalidade infantil e, em casos como os dos Estados Unidos, aumentando as taxas de obesidade . Estudos conduzidos na população de países de alta renda tornam isso aparente. Não é apenas pobreza, embora elas andem de mãos dadas, mas também leva a uma lacuna na coesão social, que leva a população em geral a ficar mais estressada, temerosa e insegura.
Na maioria dos países de alta renda, o 1% do topo vive, em média, 10 anos a mais do que a média de 99%, estatisticamente fazendo com que os nascidos nas classes mais pobres tenham naturalmente uma expectativa de vida mais curta. Isso pode ser atribuído ao principal 1% com acesso a melhores cuidados de saúde. Os 99% mais pobres podem não querer ir a médicos e tomar remédios para tosse para doenças mais sérias e são prejudicados especialmente em casos de doenças incuráveis como AIDS, onde a medicação constante com medicamentos caros e não subsidiados é a única maneira de manter uma vida normal.
Os nascidos em classes mais baixas correm maior risco de adoecer. No passado, os pobres sofriam de fome e inanição. No entanto, em países de alta renda como os EUA, o oposto é verdadeiro. Famílias com insegurança alimentar são as mais propensas a altas taxas de obesidade, especialmente em crianças. Isso pode ser atribuído ao custo geralmente mais alto de alimentos saudáveis, à falta de educação sobre hábitos alimentares saudáveis e tempos de preparo mais rápidos, fazendo com que fast foods ou outras alternativas não saudáveis sejam consumidas frequentemente por sua facilidade de aquisição e preço geralmente baixo. Isso leva a problemas epidemiológicos de longo prazo em que as crianças que se tornam obesas mantêm sua obesidade em sua vida adulta, sofrendo de doenças associadas, como doenças cardíacas, hipertensão, aumento do risco de vários tipos de câncer, diabetes tipo 2, derrame, infertilidade, artrite, dificuldades respiratórias e / ou depressão.

## Sistema de classes sociais nos Estados Unidos
A reprodução social é a transmissão da desigualdade social entre as gerações . A classe alta tem muitas vantagens; ter dinheiro permite ter ainda mais recursos para progredir. O oposto é verdadeiro para as classes mais baixas, onde com menos dinheiro, há menos recursos. Como afirma Marx, " [c] a luta de classes entre capital e trabalho é forçada a ficar em segundo plano." 
“O capitalismo não está funcionando. Outro mundo é possível ”é um argumento que é feito por muitos manifestantes ao redor do mundo, que se reúnem em comícios cada vez mais a cada ano. Esses protestos são mais comuns em países de renda mais alta, onde a maioria dos 1% vive como os EUA e o Reino Unido, com uma crescente coesão social entre os manifestantes porque a vasta maioria das pessoas nos países ricos está sofrendo devido ao aumento das desigualdades.  Muitos dos pobres começaram a depender do estado em vez de seus próprios salários. Todo o tempo, seus descendentes serão criados em um sistema fixo que favorece as elites, então eles estão vinculados à mesma classe em que nasceram.
A reprodução social gira em torno do entendimento de que os ricos geram ricos e os pobres geram pobres: aqueles que nascem em uma classe específica são, na maioria das vezes, obrigados a viver suas vidas nessa classe. As seguintes estatísticas são da população dos EUA..

### Classe baixa
A classe baixa é uma classe afligida por um ciclo de pobreza, falta de moradia e desemprego . Isso mostra  como eles sofrem de incapacidade de pagar as contas, algumas das quais acabam vivendo nas ruas, experimentando insegurança alimentar porque muitas famílias passam fome pelo menos uma vez por ano, ou falta de cuidados médicos, em que não podem pagar pelos medicamentos ou tratamento para doenças potencialmente fatais. A todo momento,  essa classe é geralmente rotulada pela mídia como preguiçosa, abusadora do sistema ou criminosa. Os nascidos nesta classe têm mobilidade de classe inferior devido a restrições de recursos, como dinheiro e acesso a uma educação melhor. Essa classe é referência em reprodução social, compreendendo de 15% a 20% da população dos Estados Unidos. A maioria dos que estão nas classes mais baixas são minorias .

### Classe operária
A classe trabalhadora tem uma educação mínima. Geralmente são trabalhadores braçais com pouca ou nenhuma qualificação. Eles também podem ser vistos trabalhando em indústrias de serviços, mas são mal pagos e sem chance de promoções em suas classificações. Potenciais trabalhadores qualificados que podem, às vezes, trabalhar em empregos bem remunerados, mas perigosos. Os nascidos neste sistema geralmente têm uma tradição de trabalho passada para eles e seguem a mesma profissão que sua família fazia. Eles compreendem 30% a 40% da população dos Estados Unidos e a maioria são integrantes de minorias .

### Classe média
A classe média consiste em duas classes divididas. A metade inferior guarda semelhanças com as das classes mais baixas, ou seja, geralmente menos escolarizadas e com rendimentos mais baixos, mas podem ser encontradas em cargos gerenciais, na educação, bem como proprietários de pequenos negócios. A metade superior consiste em profissionais e proprietários de empresas instruídos. Os nascidos nesta classe têm a maior diversidade, decidindo assumir a função então realizada por seus pais  ou superá-los.. A maioria prossegue para completar os estudos e manter uma carreira. Eles abrangem 40% a 50% da população dos Estados Unidos. A maioria é uma mistura.

### Classe alta
Sabe-se que a classe alta detém 25% da riqueza nos Estados Unidos. Essa classe compartilha algo em comum com a classe média. Uma divisão em dois. A metade inferior consiste em dinheiro novo, investimentos e empresários de sucesso. A maioria era originalmente de classe média ou raramente inferior. A metade superior consiste em famílias ricas há gerações. Uma referência em reprodução social trazida ao longo dos tempos. Os nascidos nesta classe recebem heranças daqueles que morrem e assim por diante. Seus descendentes são enviados para as melhores escolas, deixando-os com o maior número de oportunidades de todas. Eles representam 1% a 3% da população dos EUA. A metade inferior pode ser uma mistura, enquanto a metade superior consiste principalmente de famílias brancas.